# República Juliana
La República Juliana, también conocida como República Catarinense, fue un estado republicano proclamado dentro del territorio del actual estado brasileño de Santa Catarina, el 24 de julio de 1839, y que perduró hasta el 15 de noviembre del mismo año. Fue una extensión de la Guerra de los Farrapos, iniciada en la vecina provincia de Río Grande del Sur, donde había sido proclamada la República Riograndense. 
La República Juliana, proclamada por David Canabarro y Giuseppe Garibaldi, formó una confederación con la república vecina. Sin embargo, sin condiciones de expandirse a lo largo de la provincia de Santa Catarina, no conquistando la Isla Santa Catarina (entonces llamada "Nuestra Señora del Destierro"), sede provincial del gobierno imperial, en noviembre del mismo año —cuatro meses después de su fundación— se dieron las condiciones para que las fuerzas imperiales reconquisten Laguna, ciudad sede del gobierno republicano. En el Estado, el municipio de Lages se adhirió a la revolución, pero se sometió a comienzos de 1840. 

## Legado

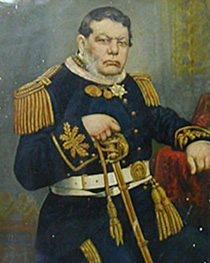
David Canabarro, presidente de la República Juliana (1839).

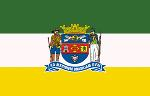
Bandera de Laguna.

El municipio de Laguna permanece fuertemente influenciado por la República Juliana. Su bandera está compuesta por los colores verde, blanco y amarillo, usados por los separatistas. Además se conmemora anualmente la independencia de la República Juliana y la Toma de Laguna.
La historia de la República Juliana fue abordada en diversas obras, como Anita Garibaldi - La Guerrera de la Libertad de Adilcío Cadorin y La Casa de las Siete Mujeres de Letícia Wierzchowski. La novela de Wierzchowski generó una miniserie televisiva del mismo nombre en 2003. También se escribió una obra teatral La Toma de Laguna, inspirada en el libro de Cadorin, que cuenta la historia de amor de Giuseppe y Anita Garibaldi, pasando por la proclamación de la República Catarinense.
Durante los años 1990, surgieron nuevos movimientos de carácter separatista en la región. En Laguna el 18 de julio de 1992, se creó el movimiento secesionista O Sul é o Meu País («El sur es mi país») que busca, mediante la vía democrática y plebiscitaria, la separación de la región Sur de Brasil con el objetivo de formar un nuevo país. Este movimiento tiene como referentes tanto la República Juliana como la República Riograndense. Asimismo, existe otro movimiento, Movimento pela Independência do Pampa («Movimiento por la Independencia de la Pampa»), formado en 1990, que busca la separación del Brasil.